# I have a dream

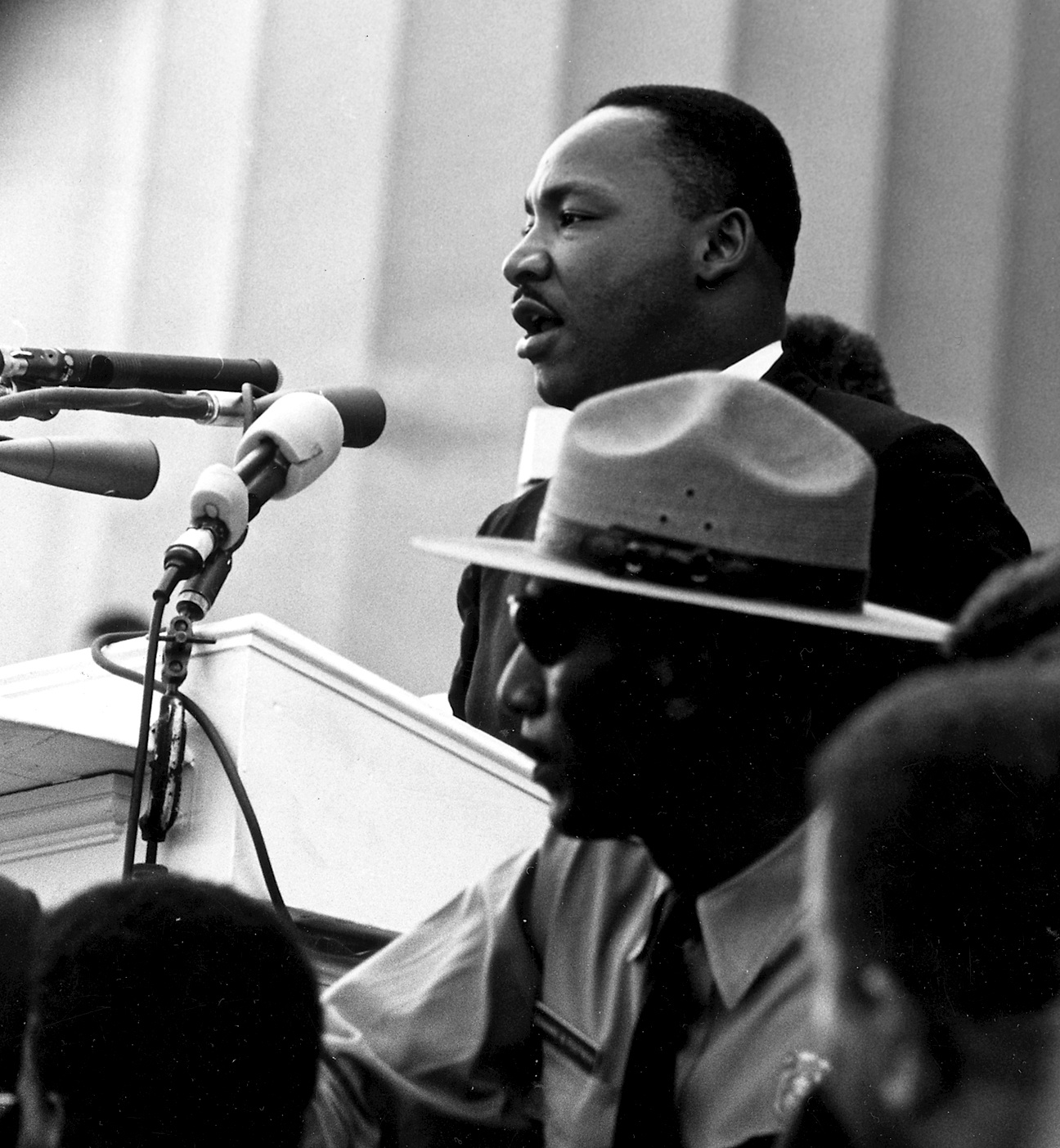
Martin Luther King Jr. fotografato durante il discorso

I have a dream (Io ho un sogno) è un discorso tenuto da Martin Luther King Jr. il 28 agosto 1963, a Washington, davanti al Lincoln Memorial di Washington alla fine di una manifestazione per i diritti civili nota come la marcia su Washington per il lavoro e la libertà durante la presidenza Kennedy. Questo discorso è diventato il simbolo della lotta contro il razzismo negli Stati Uniti ed è comunemente ritenuto un capolavoro della retorica; in esso King invoca la Dichiarazione d'Indipendenza, il Proclama di emancipazione e la Costituzione degli Stati Uniti d'America.

## Storia

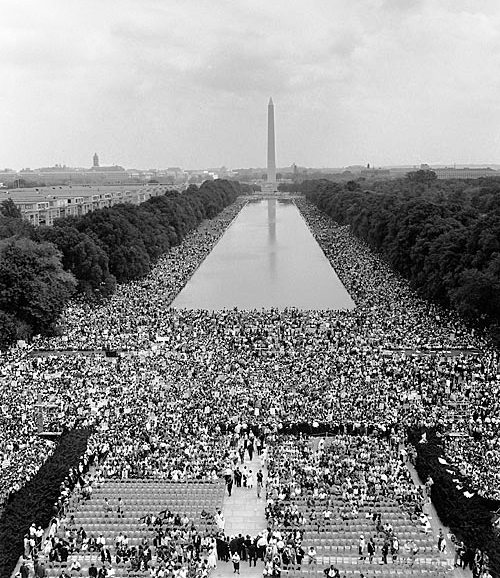
Vista dal Lincoln Memorial verso il Washington Monument il 28 agosto 1963

Il discorso ha avuto varie versioni differenti fra loro, scritte in diversi periodi. Il testo finale è infatti il risultato dell'unione di varie bozze e prendeva il nome di «Normalcy, Never Again». Fu solo durante l'orazione del discorso che King ebbe l'idea di focalizzarsi sulla frase «I have a dream», ispirato dalla cantante Mahalia Jackson che continuava ad urlargli «Parla del sogno, Martin!». Fu proprio a questo punto che King accantonò i fogli e iniziò a parlare a braccio, con spontaneità e improvvisazione.
In ogni caso la bozza fu redatta con l'aiuto di Stanley Levison e Clarence Benjamin Jones, a Riverdale, New York. Jones ha osservato che «i preparativi logistici per la marcia erano così gravosi che il discorso non era una priorità per noi» e che quindi «la sera di giovedì, Agosto 27 [12 ore prima della marcia], Martin era ancora incerto su quel che avrebbe dovuto dire».
In esso esprimeva la speranza che un giorno la popolazione afroamericana avrebbe goduto degli stessi diritti dei bianchi. King ha usato il concetto di «sogno» nei suoi discorsi sin dal 1960, quando ne tenne uno per la National Association for the Advancement of Colored People (NAACP) denominato The Negro and the American Dream. In questo discorso si sottolinea il divario presente tra il sogno americano e la realtà, evidenziando quanto la supremazia bianca abbia violato questo sogno. King suggerisce che «potrebbe benissimo essere che questo negro sia lo strumento di Dio per salvare l'anima dell'America». Un altro discorso incentrato sul «sogno» era stato tenuto a Detroit nel giugno 1963, quando marciò lungo Woodward Avenue con Walter Reuther e il reverendo C. L. Franklin.

## Descrizione

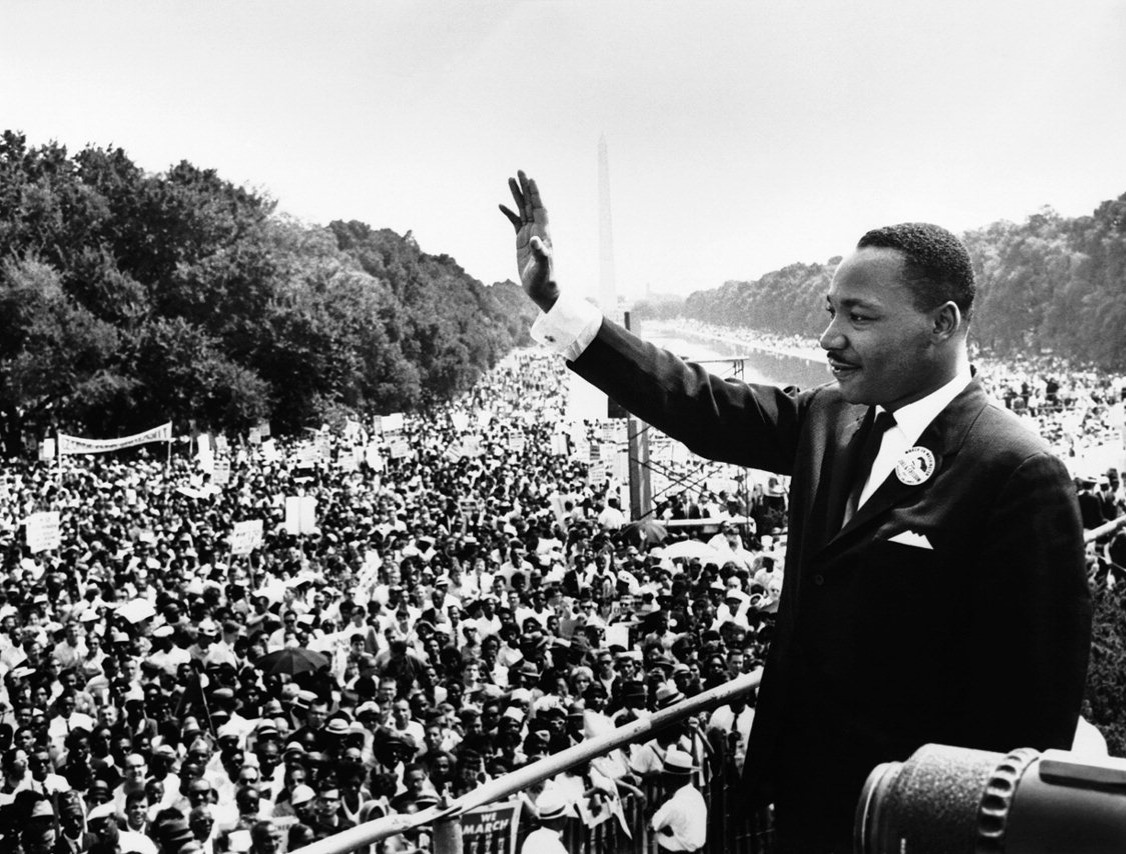
King saluta la folla venuta ad assistere al discorso

King all'inizio si appella a un testimone assente, Abraham Lincoln: «Cento anni fa un grande americano, alla cui ombra ci leviamo oggi, firmò il Proclama sull'Emancipazione». Lincoln è presente sia nell'espressione «grande americano» che in un'allusione al discorso di Gettysburg («Five score years ago...»).

A questo punto viene fatto un uso delle anafore, con le quali viene rafforzata l'enfasi del discorso. «I have a dream» viene ripetuta otto volte per esaltare l'immagine di un'America unificata nel nome dell'integrazione; ma a esser ripetute più e più volte vi sono anche «adesso è il momento» (con cui esorta gli Americani ad agire), «alcuni di voi sono venuti», «tornate», «potremo», «liberi finalmente», «che la libertà riecheggi», «non potremo mai essere soddisfatti». Fra le frasi vi è proprio la seguente: 
Le idee espresse nel discorso riflettono le esperienze di etnocentrismo e maltrattamento vissute da King. Mette apertamente in discussione il modo con cui l'America si definisce «nazione fondata per portare giustizia e libertà a tutti i popoli», trascende quelle mitologie secolari e inserendoli in un contesto spirituale, sostenendo che la giustizia razziale è anche in accordo con la volontà di Dio.
Questo discorso è stato oggetto di diverse discussioni in diverse giurisdizioni per determinare se sia coperto o meno da copyright.
La disputa è basata sul fatto che King ha tenuto questo discorso pubblicamente di fronte ad una vasta platea, e solo un mese più tardi ha registrato il copyright (come richiesto dalle leggi statunitensi).
Infine il 5 novembre 1999 l'XI circolo della Corte d'Appello degli Stati Uniti ha stabilito che l'enunciazione in pubblico del discorso non costituisce una "generale pubblicazione" e non elimina il copyright. Per questo gli eredi di King godono del diritto di richiedere i diritti di riproduzione per il discorso sia in un programma televisivo che in un libro di storia o in altro contesto.

### Somiglianze e allusioni

Manifestanti durante la marcia

Il discorso di King usa parole e idee già espresse in orazioni passate o addirittura in altri testi. Il concetto di «sogno» era stato già utilizzato in My Country, 'Tis of Thee; inoltre, l'idea dei diritti costituzionali come «promessa non mantenuta» è stata suggerita da Clarence Jones.
La parte finale del discorso di King ricorda parzialmente il discorso tenuto da Archibald Carey Jr. alla Republican National Convention del 1952: in entrambe le orazioni si fa riferimento sia al primo verso di America (un inno patriottico di Francis Smith) che al concetto della libertà che risuona da ogni montagna.
Tra l'altro, nel discorso sono presenti riferimenti biblici. Nella seconda stanza si allude al Salmo 30:5; King, inoltre, accenna velatamente ad Isaia 40:4-5 («ho un sogno, che un giorno ogni valle sarà esaltata») e ad Amos 5:24 («finché la giustizia non scorrerà come l'acqua»). Viene fatto un riferimento anche ai versi iniziali di Riccardo III, nota opera teatrale di Shakespeare dove si dice «ora l'inverno del nostro scontento è reso estate gloriosa da questo sole...»; King, invece, sottolinea che «questa estate soffocante della legittima impazienza dei negri non avrà termine fino a quando non venga un vigoroso autunno di libertà ed uguaglianza».

## Accoglienza

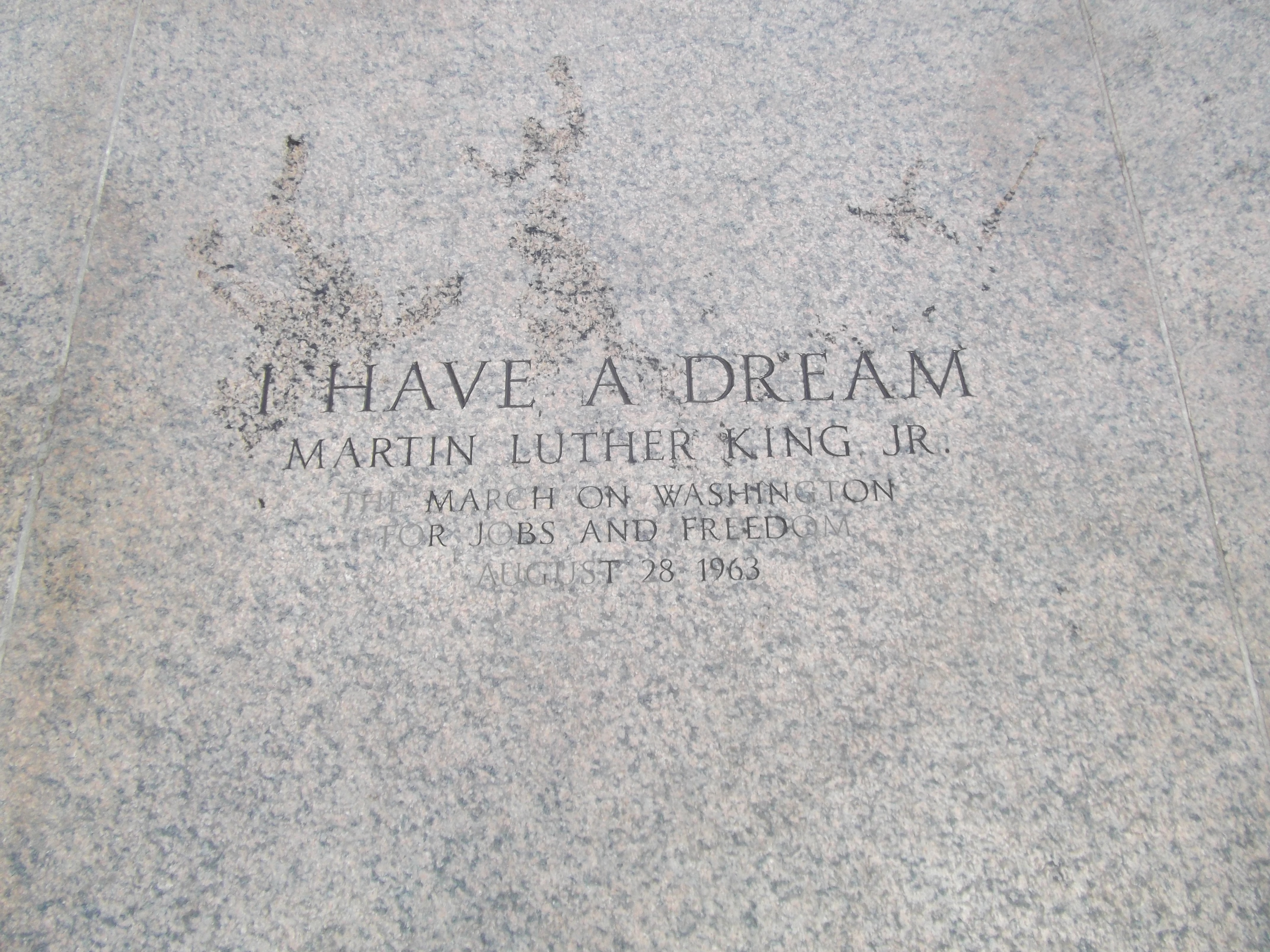
Nel sito dove King pronunciava il suo discorso è stata incisa la frase «I have a dream»

Il discorso fu accolto con favore dal governo Kennedy, impegnato nella campagna per i diritti civili. Fu considerato un «successo di protesta organizzata», tanto che non venne eseguito neanche un arresto. Lo stesso Kennedy, che guardò l'evento in diretta TV, si dichiarò molto colpito.
James Reston, giornalista del New York Times, scrisse che «King ha toccato tutti i temi del giorno, ma meglio di chiunque altro. Era un discorso pieno di rimandi a Lincoln e Gandhi, con la cadenza della Bibbia. Lui era sia militante che triste, e ha dato alla folla l'impressione che fare quel lungo viaggio sia stato utile». Reston ha anche notato che «è stato l'evento più coperto dalla televisione e dalla stampa sin dall'arrivo del presidente Kennedy», e sottolineò che «ci vorrà molto affinché [Washington] dimentichi la melodiosa e melanconica voce del Rev. Dr. Martin Luther King gridare i propri sogni alla folla».
Il politico americano John Lewis, che quel giorno pure intervenne come presidente dello Student Nonviolent Coordinating Committee, giudicò così l'orazione di King:
Un altro articolo del Boston Globe di Mary McGrory riportò che il discorso di King «ha catturato lo stato d'animo» e «ha mosso la folla» come «nessun altro» predicatore ha fatto durante l'evento. Marquis Childs sul The Washington Post osservò che il discorso di King era «ben superiore rispetto alla mera oratoria». Un articolo del Los Angeles Time elogiò «l'incomparabile eloquenza» mostrata dal «supremo oratore» King.

Ben diverse furono le reazioni dell'FBI che, una volta ascoltata l'orazione, estese il programma di controspionaggio interno e investì King del titolo di «nemico principale degli Stati Uniti».